# Ella Junnila
Ella Juulia Junnila, född  6 december 1998  i Sastamala i Birkaland, är en finländsk höjdhoppare som representerar Tampereen Pyrintö. Junnila är dotter till friidrottaren Ringa Ropo, som tävlade i längdhopp. Hon tränas sedan juni 2021 av Tuomas Sallinen. Junnila har tidigare tränats av Jouko Kilpi och Mikko Rummukainen.

## Karriär

### 2017–2019
I juli 2017 tävlade Junnila vid junior-EM i Grosseto, där hon inte gick vidare från kvalet. I juli 2018 satte Junnila ett nytt personbästa på 1,92 meter vid en tävling i Joensuu. Senare samma månad tog hon silver vid kalevaspelen i Jyväskylä med ett hopp på 1,86 meter. Månaden därpå slutade Junnila på totalt 17:e plats i kvalet vid EM i Berlin med ett hopp på 1,86 meter, vilket inte räckte för en finalplats.
I mars 2019 hoppade Junnila 1,85 meter i kvalet vid inomhus-EM i Glasgow, vilket inte räckte för en finalplats. I juni samma år satte hon ett nytt finskt rekord med ett hopp på 1,94 meter vid Paavo Nurmi Games. Månaden därpå förbättrade Junnila sitt finska rekord med en centimeter då hon klarade 1,95 meter vid en tävling i Tammerfors. Senare samma månad tog hon brons vid U23-EM i Gävle efter ett hopp på 1,92 meter. I augusti tog Junnila sitt första guld vid kalevaspelen i Villmanstrand med ett hopp på 	1,86 meter. Månaden därpå tävlade hon vid VM i Doha, men tog sig inte vidare från kvalet.

### 2021–2022
I februari 2021 förbättrade Junnila sitt eget finska inomhusrekord då hon hoppade 1,94 meter vid en tävling i Tammerfors. Senare samma månad tog hon guld vid finska inomhusmästerskapen i Jyväskylä med ett hopp på 1,90 meter. Månaden därpå vid inomhus-EM i Toruń satte Junnila ett nytt finskt rekord med ett hopp på 1,96 meter, vilket även gav ett EM-brons. I augusti samma år tävlade Junnila vid OS i Tokyo, där hon hoppade 1,86 meter i kvalet vilket inte räckte för en finalplats. Senare samma månad tog Junnila sitt andra guld vid kalevaspelen i Tammerfors med ett hopp på 1,91 meter.
I februari 2022 tog Junnila brons vid finska inomhusmästerskapen i Kuopio efter ett hopp på 1,88 meter. I juli 2022 vid VM i Eugene tog hon sig inte vidare från kvalet och slutade på 18:e plats med ett hopp på 1,86 meter. Följande månad vid kalevaspelen i Joensuu tog Junnila brons efter ett hopp på 1,85 meter.

## Tävlingar

### Internationella
| År                   | Tävling                        | Plats                   | Placering            | Gren                 | Höjd                 |
| Tävlande för Finland | Tävlande för Finland           | Tävlande för Finland    | Tävlande för Finland | Tävlande för Finland | Tävlande för Finland |
| -------------------- | ------------------------------ | ----------------------- | -------------------- | -------------------- | -------------------- |
| 2017                 | Junioreuropamästerskapen       | Grosseto, Italien       | 20:e (kval)          | Höjdhopp             | 1,77 m               |
| 2018                 | Europamästerskapen             | Berlin, Tyskland        | 17:e (kval)          | Höjdhopp             | 1,86 m               |
| 2019                 | Europeiska inomhusmästerskapen | Glasgow, Storbritannien | 25:e (kval)          | Höjdhopp             | 1,85 m               |
| 2019                 | U23-europamästerskapen         | Gävle, Sverige          | 3:e                  | Höjdhopp             | 1,92 m               |
| 2019                 | Världsmästerskapen             | Doha, Qatar             | 28:e (kval)          | Höjdhopp             | 1,80 m               |
| 2021                 | Europeiska inomhusmästerskapen | Toruń, Polen            | 3:e                  | Höjdhopp             | 1,96 m               |
| 2021                 | Olympiska sommarspelen         | Tokyo, Japan            | 22:a (kval)          | Höjdhopp             | 1,86 m               |
| 2022                 | Världsmästerskapen             | Eugene, USA             | 18:e (kval)          | Höjdhopp             | 1,86 m               |

### Nationella
| - Finska friidrottsmästerskapen (utomhus): - 2018: Silver – Höjdhopp (1,86 meter, Jyväskylä) - 2019: Guld – Höjdhopp (1,86 meter, Villmanstrand) - 2021: Guld – Höjdhopp (1,91 meter, Tammerfors) - 2022: Brons – Höjdhopp (1,85 meter, Joensuu) | - Finska friidrottsmästerskapen (inomhus): - 2021: Guld – Höjdhopp (1,90 meter, Jyväskylä) - 2022: Brons – Höjdhopp (1,88 meter, Kuopio) |

## Personliga rekord
| Utomhus - Höjdhopp – 1,95 m (Tammerfors, 3 juli 2019) 0NR0 | Inomhus - Höjdhopp – 1,96 m (Toruń, 7 mars 2021) 0NR0 |